# 운영체제 목록

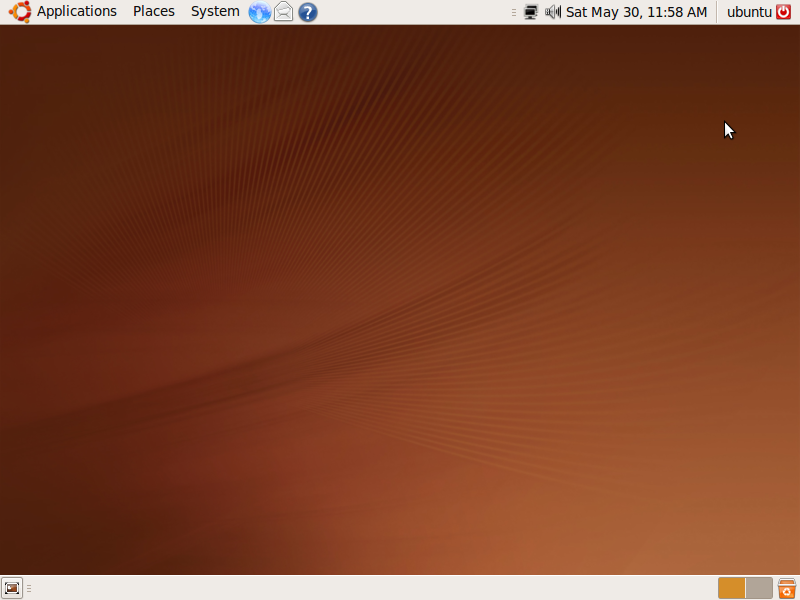
우분투

이 문서는 운영체제의 목록에 대한 문서이다.

## 사유(Proprietary)

### 아콘 컴퓨터
- 아콘 MOS
- ARX 프로젝트
- 아서 OS
- RISC OS

### 아미가
- 아미가OS
  - 아미가OS 1.0-3.9 (68k)
  - 아미가OS 4 (PowerPC)
- 아미가 유닉스 (곧, 아믹스-Amix)

### 아폴로 컴퓨터
- AEGIS
- 도메인/OS 최초의 네트워크 기반 시스템 가운데 하나. 아폴로/도메인 하드웨어에서 실행되었음. 지금은 휴렛 패커드 소유.
- vikek OS

### 애플
애플 II의 경우
- 애플 도스
- UCSD 파스칼
- 프로도스 (ProDOS)
- GS/OS

애플 III의 경우
- SOS

애플 리사의 경우
- 리사 OS

애플 뉴튼의 경우
- 뉴튼 OS

고전 맥 OS
- 시스템 소프트웨어 1
- 시스템 소프트웨어 2
- 시스템 소프트웨어 3
- 시스템 소프트웨어 4
- 시스템 소프트웨어 5
- 시스템 6
- 시스템 7 (코드 이름: 빅뱅/"Big Bang")
- 맥 OS 8
- 맥 OS 9

유닉스 계열 운영체제
- 매킨토시 컴퓨터의 경우
  - 68k CPU의 경우
    - A/UX

  - 파워피씨 CPU의 경우
    - MkLinux

  - 파워피씨 및 인텔 CPU의 경우
    - macOS (구 "맥 OS X")
      - 맥 OS X v10.0 (곧, "치타")
      - 맥 OS X v10.1 (곧, "퓨마")
      - 맥 OS X v10.2 (곧, "재규어")
      - 맥 OS X v10.3 (곧, "팬서")
      - 맥 OS X v10.4 (곧, "타이거")
      - 맥 OS X v10.5 (곧, "레퍼드")
      - 맥 OS X v10.6 (곧, "스노 레퍼드")
      - 맥 OS X v10.7 (곧, "라이언")
      - 맥 OS X v10.8 (곧, "마운틴 라이언")
      - 맥 OS X v10.9 (곧, "메버릭스")
      - 맥 OS X v10.10 (곧, "요세미티")
      - 맥 OS X v10.11 (곧, "엘 케피탄")
      - macOS v10.12 (곧, "시에라")
      - OS X 서버 (구 "맥 OS X 서버")
- 아이폰/아이팟 터치/아이패드의 경우
  - iOS (구 "아이폰OS")
- 애플워치의 경우
  - watchOS

### 아타리
- 아타리 도스 (8비트 컴퓨터용)
- 아타리 TOS
- 아타리 멀티TOS

### BAE 시스템즈
- XTS-400

### Be
- BeOS
  - BeIA
  - BeOS r5.1d0
    - magnussoft ZETA (BeOS r5.1d0 소스 코드 기반, yellowTAB이 개발)
- 블루 아이드 OS(Blue Eyed OS)
- 코스모(Cosmoe)

### Bull SAS
- GCOS

### 버로스
- 버로스 MCP

### 컨트롤 데이터 코퍼레이션
- COS (Chippewa Operating System의 준말)
  - SIPROS (Simultaneous Processing Operating System의 준말)
  - SCOPE (Supervisory Control Of Program Execution의 준말)
  - MACE (Mansfield and Cahlander Executive의 준말)
    - KRONOS (Kronographic OS의 준말)
      - NOS (Network Operating System의 준말)
        - NOS/BE NOS 배치 환경(Batch Environment)

### 컨버전트 테크놀로지스
- 컨버전트 테크놀로지스 운영 체제 (뒤에 유니시스가 인수)

### 데이터 제너럴
- R도스 실시간 디스크 운영체제: RTOS 및 DOS (IBM PC 도스와는 관련 없음).
- 데이터 제너럴 AOS
  - 16비트 데이터 제너럴 이클립스 컴퓨터용 AOS
  - 32비트 (MV 시리즈) 이클립스(Eclipses)용 AOS/VS
  - 마이크로노바 기반 컴퓨터용 MP/AOS
- DG/UX

### 데이터포인트
- CTOS Z-80 기반, 카세트 테이프 운영체제 (초기 데스크톱 시스템용). 최대 8명의 동시 이용자 수용 가능. 데이터포인트 도스로 대체.
- 도스 인텔 808x/80x86 기반 디스크 운영체제 (데스크톱 시스템용). 한 노드에 최대 32명의 이용자 수용 가능.  원래 제작 목적대로 복잡한 네트워크 노드 지원. 도스라는 이름은 IBM, 마이크로소프트 등으로 인해 유명해 지기 전에 이러한 제품의 로그인 화면에 쓰였음.

### 디지털 리서치
- CP/M (Control Program/Monitor의 준말)
  - CP/M-80 CP/M - 인텔 8080/8085 및 자일로그 Z80
    - MP/M-80 - CP/M-80의 다중 사용자 버전

  - CP/M-86 - 인텔 8088/86용 CP/M
    - MP/M-86 - CP/M-86의 다중 사용자 버전

  - CP/M-68k - 모토로라 68000용 CP/M
  - CP/M-8000 자일로그 Z8000용 CP/M
- DR-도스 (디지털 리서치사의 [뒤에는 Novell, Caldera, ...] DOS 변형 - CP/M 기반)
  - 컨커런트 도스 (디지털 리서치사의 최초의 다중 사용자 도스 변형)
  - 멀티유저 도스 (디지털 리서치사의 [뒤에는 CCI's. Real's/...] 다중 사용자 도스 변형)

### 디지털/탠덤 컴퓨터/컴팩/HP
- OS/8
- ITS (PDP-6 및 PDP-10용)
- Multi-Programming Executive (HP)
- TOPS-10 (PDP-10용)
- WAITS (PDP-6 및 PDP-10용)
- TENEX (PDP-10용, BBN)
- TOPS-20 (PDP-10용)
- RSTS/E (PDP-11용 다중 사용자 시분할 운영체제)
- RSX-11 (PDP-11s용 다중 사용자 시분할 운영체제)
- RT-11 (PDP-11용 단일 사용자 운영체제)
- VMS (DEC사의 것이었으나 지금은 HP 소유) - VAX 미니 컴퓨터, 알파, 인텔 아이테니엄 2용, 나중에 OpenVMS로 이름이 바뀜
- 도메인/OS (원래 이름은 Aegis였음, 아폴로 컴퓨터의 것이었으나 지금은 HP 소유)
- RTE HP의 리얼 타임 익스큐티브 (HP 1000에서 동작)
- TSB HP의 타임 셰어 베이직 (HP 2000 시리즈에서 동작하는 운영체제)
- 디지털 유닉스 (OSF/1에서 파생, HP의 Tru64 유닉스가 됨)
- HP-UX
- Ultrix
- 논스톱 커널(NonStop Kernel) - 원래 텐덤 컴퓨터스사에서 실패 방지 플랫폼을 위해 나온 것으로, 가디언(Guardian)으로 불렸었음). 다음의 실행을 지원함:
  - 가디언(Guardian)
  - OSS (POSIX 호환 오픈 시스템 서비스)

### ENEA AB
- OSE(Operating System Embedded)
- OSEck
- OSE ɛ

### 후지쯔
- 타운스 OS(Towns)

### 구글
- 구글 크롬 OS는 웹 애플리케이션과 동작하도록 설계된 차기 오픈 소스 운영체제다.
- G OS

### Gould CSD (컴퓨터 시스템부)
- UTX-32, 유닉스 기반 운영체제

### 그린 힐스 소프트웨어
- INTEGRITY - 인테그러티 : 신뢰할 수 있는 운영체제
- INTEGRITY-178B DO-178B 인증 버전의 INTEGRITY.
- µ-velOSity 가벼운 마이크로커널.

### 휴렛 패커드
- HP 실시간 환경(Real-Time Environment의 준말);
- HP 멀티 프로그래밍 익스큐티브; (Multi-Programming Executive의 준말)
- HP-UX;
- HP MIE;(Mobile Internet Experience의 준말)

### 허니웰
- OLERT-E;
- Multics
- HeartOS
- DEOS

### 인텔
- iRMX
- ISIS-II; "Intel Systems Implementation Supervisor"

### IBM
- OS/360 이후
  - OS/360
    - PCP (Primary Control Program의 준말)
    - MFT
    - MFT II
    - MVT (Multi-Programming Variable Tasks의 준말)

  - OS/VS
    - SVS (Single Virtual Storage의 준말)
    - OS/VS1 (Operating System/Virtual Storage 1의 준말)
    - OS/VS2 (Operating System/Virtual Storage 2의 준말)
      - OS/VS2 R2 (MVS - Multiple Virtual Storage의 준말)

  - MVS/SE (MVS System Extensions의 준말)
  - MVS/SP (MVS System Product의 준말)
  - MVS/XA (MVS/SP V2)
  - MVS/ESA (MVS / Enterprise System Architecture의 준말)
  - OS/390 (유닉스 환경이 추가된 MVS의 업그레이드판)
  - z/OS
- DOS/360 이후
  - BOS/360
  - TOS/360
  - DOS/360
    - DOS/360/RJE

  - DOS/VS
  - DOS/VSE
  - VSE/SP
  - VSE/ESA
  - z/VSE
- CP/CMS 이후 (IBM 메인프레임)
  - CP-40/CMS
  - CP-67/CMS
  - VM/370 가상 머신 / 전통적인 감시 시스템, 가상 메모리를 추가한 VM (운영 체제) (System/370용)
  - VM/XA  VM (운영 체제)
  - VM/ESA 가상 머신 / 확장 시스템 아키텍처. VM 시리즈에 32비트 어드레싱 추가.
  - z/VM VM OS의 z/아키텍처 버전 (64비트 어드레싱)
- TPF 계열 (IBM 메인프레임)
  - ACP (에어라인 컨트롤 프로그램)
  - TPF (Transaction Processing Facility의 준말)
  - z/TPF (z/아키텍처 확장)
- 유닉스 계열 (IBM 메인프레임)
  - UTS
  - AIX/370
  - AIX/ESA
  - 리눅스
  - 오픈솔라리스
- IBM 메인프레임에서의 다른 계열
  - IBSYS
  - CTSS (Compatible Time-Sharing System의 준말)
  - RTOS/360
  - MTS
  - TSS/360
  - MUSIC/SP
  - IJMON
- IBM 시리즈/1
  - EDX (Event Driven Executive의 준말)
  - RPS (Realtime Programming System의 준말)
  - CPS (Control Programming Support, subset of RPS의 준말)
- IBM 8100
  - DPCX
  - DPPX
- IBM 시스템/3
  - DMS (Disk Management System의 준말)
- IBM 시스템/34, IBM 시스템/36
  - SSP (System Support Program)
- IBM 시스템/38
  - CPF (Control Program Facility)
- IBM 시스템/88
  - Stratus VOS
- AS/400
  - OS/400
  - i5/OS
  - IBM i (i5/OS를 확장.)
- IBM POWER 상의 유닉스
  - AIX
  - AOS (BSD 유닉스 버전) - 데이터 제너럴 AOS와 관련 없음
- IBM PC 이후 (x86 아키텍처)
  - PC 도스 / IBM 도스
    - PC 도스 1.x, 2.x, 3.x
    - IBM DOS 4.x, 5.0
    - PC 도스 6.x, 7, 2000

  - OS/2
    - OS/2 1.x
    - OS/2 2.x
    - OS/2 와프 3
    - OS/2 와프 4
    - eComStation
- 기타
  - IBM 워크플레이스 OS
  - K42
  - Dynix

### 인터내셔널 컴퓨터즈 리미티드
- J 및 MultiJob
- 조지 2/3/4 GEneral ORGanisational Environment
- 익스큐티브
- 타임
- ICL VME

### LynuxWorks(이전 이름: Lynx Real-time Systems)
- LynxOS

### Micrium 사
- MicroC/OS-II

### 마이크로소프트
- 제닉스 (Xenix)
- MSX-도스
- MS-도스
- 마이크로소프트 윈도우
  - 윈도우 1.0
  - 윈도우 2.0
  - 윈도우 3.0
  - 윈도우 3.1x
  - 윈도우 3.2
  - 윈도우 포 워크그룹 3.11
  - 윈도우 95 (윈도우 4)
  - 윈도우 98 (윈도우 4.1)
  - 윈도우 미 (윈도우 4.9)
  - 윈도우 NT 3.1
  - 윈도우 NT 3.5
  - 윈도우 NT 3.51
  - 윈도우 NT 4.0
  - 윈도우 2000 (윈도우 NT 5.0)
  - 윈도우 XP (윈도우 NT 5.1)
  - 윈도우 서버 2003 (윈도우 NT 5.2)
  - 윈도우 서버 2003 R2 (윈도우 NT 5.2)
  - 윈도우 구형 PC를 위한 펀더멘털
  - 윈도우 비스타 (윈도우 NT 6.0)
  - 윈도우 홈 서버
  - 윈도우 서버 2008 (윈도우 NT 6.0)
  - 윈도우 7 (윈도우 NT 6.1)
  - 윈도우 서버 2008 R2 (윈도우 NT 6.1)
  - 윈도우 홈 서버 2011 (윈도우 NT 6.1)
  - 윈도우 8 (윈도우 NT 6.2)
  - 윈도우 서버 2012 (윈도우 NT 6.2)
  - 윈도우 8.1 (윈도우 NT 6.3)
  - 윈도우 서버 2012 R2 (윈도우 NT 6.3)
  - 윈도우 10 (윈도우 NT 10.0)
  - 윈도우 서버 2016 (윈도우 NT 10.0)
- 윈도우 CE
  - 윈도우 CE 3.0
  - 윈도우 CE 5.0
  - 윈도우 CE 6.0
  - 윈도우 모바일
- 윈도우 폰
- 싱귤래러티
- 미도리
  - 엑스박스와 액스박스 360 OS 맞춤식 운영체제

### 몬타비스타 소프트웨어
- 몬타비스타 리눅스
  - 몬타비스타 프로페셔널 에디션
  - 몬타비스타 캐리어 그레이드 에디션
  - 몬타비스타 모비리눅스

### NCR 코퍼레이션
- TMX - Transaction Management eXecutive의 준말

### 노벨
- 넷웨어
- 오픈 엔터프라이즈 서버 - 넷웨어의 뒤를 이음.
- 오픈수세

### 쿼드로스 시스템즈
- RTXC 쿼드로스

### QANTEL
- BEST - Business Executive System for Timesharing의 준말

### RCA(Radio Corporation of America)
- TSOS

### RoweBots
- 유니손 RTOS
- DSPnano RTOS
- 유니손/Reliant V3 pSOS

### SCO/SCO 그룹[1]
- 제닉스
  - 제닉스 286
  - 제닉스 386
- SCO 유닉스
  - SCO 오픈 데스크톱
- SCO 오픈서버 5
- SCO 오픈서버 6
- 유닉스웨어
  - 유닉스웨어 2.x, based on AT&T System V Release 4.2MP
  - 유닉스웨어 7, UnixWare 2 kernel plus parts of 3.2v5 (UnixWare 2 + 오픈서버 5 = UnixWare 7). Referred to by SCO as SVR5

### 스코스
- 스코스 1
  - 스코스 1.2
  - 스코스 1.5
- 스코스 2.0
  - 스코스 2.5
- 스코스 3
- 스코스 4
- 스코스 5
- 스코스 6

### SDS (Scientific Data Systems)
- CP

### SEL (Systems Engineering Laboratories)
- 리얼 타임 모니터(Real Time Monitor, RTM)
- MPX-32

### SYSGO
- PikeOS

### 티맥스소프트
- 티맥스 윈도

### 트론 프로젝트
- 트론

### 유니코이 시스템즈
- 퓨전 RTOS
- DSPOS

### 유니시스
- 유니시스 OS 2200 운영 체제

### 유니박(뒤에는 유니시스)
- EXEC I
- EXEC II
- EXEC 8
- VS/9

### 웨이브콤
- Open AT OS

### 왕 연구소
- 2200T
- 2200VP/MVP
- WPS
- OIS
- 2200VS

### 윈드 리버 시스템즈
- VxWorks

### 기타

#### Lisp 기반
- 심볼릭스 제네라
- 텍사스 인스트루먼츠 익스플로러 Lisp 머신
- 제록스 1100 시리즈의 Lisp 머신
- Lisp 머신즈 (LMI)

#### 비표준 언어 기반
- 메사 프로그래밍 언어
- PERQ 운영 체제 (POS)

#### 유닉스 계열이 아닌 기타 사유 운영 체제
- EOS
- EMBOS
- GCOS
- PC-MOS/386; 도스 계열, 다중 사용자/멀티태스킹
- SINTRAN III
- THEOS
- TRS-도스
- NewDos/80
- TX990/TXDS, DX10, DNOS
- MAI 베이직 포(Basic Four)
- 미시간 터미널 시스템(Michigan Terminal System)
- MUSIC/SP
- 스카이OS
- TSX-32
- OS ES
- 프로로그 디스패처(Prolog-Dispatcher)

#### 다른 사유 유닉스 계열 및 POSIX 호환 운영 체제
- 에이지스 (Aegis, 아폴로 컴퓨터)
- 아미가 유닉스
- CLIX
- Coherent
- DC/OSx
- DG/UX
- DNIX
- DSPnano RTOS
- Idris
- 인터랙티브 유닉스
- IRIX
- MeikOS
- 넥스트스텝
- OS-9 유닉스 계열 RTOS.
- OS9/68K 유닉스 계열 RTOS.
- OS-9000 유닉스 계열 RTOS.
- OSF/1
- 오픈스텝
- QNX
- 랩소디 (Rhapsody)
- RISC/os
- RMX
- SCO 유닉스
- SINIX
- 솔라리스
- SunOS
- SUPER-UX
- System V
- 시스템 V/AT, 386
- 트러스티드 솔라리스
- 유니플렉스
- 유니코스
- 유니손 RTOS (Unison RTOS)

## 사유가 아닌(Non-proprietary) 운영 체제

### 유닉스 계열

#### 연구 목적의 유닉스 계열 및 기타 POSIX 호환 운영 체제
- 미닉스
- 플랜 9
  - 인페르노
  - 플랜 B
- 유닉스
- Xinu

#### 자유/오픈 소스유닉스 계열 운영 체제
- BSD
  - FreeBSD
    - DragonFlyBSD

  - NetBSD
    - OpenBSD
- GNU
- μnix
- 리눅스
- 다윈
- 오픈솔라리스
- RTEMS (Real-Time Executive for Multiprocessor Systems의 준말)
- SSS-PC
- Syllable Desktop
- VSTa
  - FMI/OS, VSTa의 연장

#### 기타 유닉스 계열
- TUNIS
- 붉은별

### 유닉스 계열이 아닌 운영 체제

#### 연구 목적의 유닉스 계열이 아닌 운영 체제
- Amoeba
- 케임브리지 CAP 컴퓨터
- 크로켓
- 헬렌OS
- 하우스
- ILIOS
- EROS(Extremely Reliable Operating System)
  - CapROS
  - Coyotos
- L4
- 마하
- MONADS
  - SPEEDOS (Secure Persistent Execution Environment for Distributed Object Systems의 준말)
- 네메시스
- 스프링
- V
- FreeNOS

#### 유닉스 계열이 아닌자유/오픈 소스운영 체제
- FullPliant
- 프리도스
- 프리VMS
- 하이쿠
- 키네틱
- MonaOS
- ReactOS
- OZONE
- MustiOS

## 도스 (디스크 운영 체제)
- 86-도스
  - PC 도스
  - MS-도스
- 프리도스
- 프로도스
- PTS-도스
- RDOS
- 터보도스
- 도스용 멀티태스킹 사용자 인터페이스 및 환경
  - DESQview+ QEMM 386 멀티태스킹 사용자 인터페이스
  - DESQView/X (도스용 X 윈도잉 GUI)

## 네트워크
- 케임브리지 링
- CSIRONET
- CTOS
- Data ONTAP
- SAN-OS
- 엔터프라이즈 OS
- ExtremeWare
- ExtremeXOS
- 패브릭 OS
- JUNOS
- 넷웨어
- NOS
- 노벨 오픈 엔터프라이즈 서버
- OliOS
- 플랜 9
  - 인페르노
  - 플랜 B
- 터보도스
- XPATH OS

## 웹 운영 체제
- 크롬 OS
- G.ho.st
- eyeOS
- DesktopTwo
- YouOS
- 브라우저 OS
- 글라이드 OS
- 루시드 데스크톱(Lucid Desktop)
- Icloud

## 일반/상품 및 기타 운영 체제
- BLIS/COBOL
- 블루보틀
- BS1000
- BS2000
- BS3000
- FLEX9
- 퓨처OS
- GEM (Graphical Environment Manager)
- GEOS
- 자바OS
- JNode
- JX
- KERNAL
- MERLIN
- MorphOS
- MSP
- nSystem
- 넷웨어
- 오베른 (운영 체제) (Oberon)
- OSD/XC
- OS-IV
- 픽 (Pick)
- PRIMOS
- Sinclair Q도스
- SSB-도스
- SymbOS
- Symobi
- TraOS, kin to Darwin?[깨진 링크(과거 내용 찾기)] Seems active late 2009[깨진 링크(과거 내용 찾기)]
- TripOS, 1978
- 터보도스
- UCSD p-System
- UMIX
- ScaraOS
- VOS
- VOS
- VM2000
- VisiOn
- VPS/VM
- aceos
- Miraculix

## 일렉트로니카 BK
- AN도스
- AO-DOS
- BASIS
- CSI-도스
- DOSB10
- DX-DOS
- FA-DOS
- HC-DOS
- KMON
- 마이크로도스
- MK-도스
- NORD
- NORTON-BK
- RAMON
- 파스칼DOS
- RT-11
  - ROM 임베디드
  - RT-11SJ
  - OS BK-11 (RT-11 버전)
- 터보 DOS
- BKUNIX
- OS/A WASP

## 취미로 만든 운영 체제
- AROS
- AtheOS
  - Syllable Desktop
- DexOS
- DSPnano RTOS
- EROS
- FAMOS
- 헬렌OS
- 콜리브리OS
- LoseThos
- LSE/OS
- 미뉴엣OS
- 뫼비우스
- memuetOS
- MikeOS
- NewOS
- 유니손 RTOS (Unison RTOS)
- Visopsys
- TajOS
- eSTORM
- K OS X  1 Year Edition
- Forest OS
- LEAF OS 2

DreamOS

## 임베디드

### PDA
- iOS
- 인페르노
- 펜포인트 OS
- PEN/GEOS
- PVOS
- 팜 OS
- 심비안 OS
- 윈도우 CE
  - 포켓 PC
  - 윈도우 모바일
- 임베디드 리눅스
  - OpenZaurus
  - Ångström 배포판
  - Familiar Linux
  - 웹OS
  - 마에모
- MS-도스
- 뉴튼 OS
- VT-OS
- 매직 캡
- NetBSD
- 플랜 9

### 휴대용 디지털 미디어 재생 장치
- DSPnano RTOS
- 아이팟리눅스
- 픽소 OS
- 록박스
- 아이폰 OS
- 아이리버 클릭스 OS

### 로봇
- 로보틱 운영 체제(Robotic Operating System)
- 데이브의 로보틱 운영 체제[2]

### 스마트폰
- 임베디드 리눅스
  - 안드로이드
  - 리모 (LiMo Platform)
  - 미고 (MeeGo)
    - 모블린 (Moblin)
    - 마에모 (Maemo)

  - 바다
  - 웹OS
  - 액세스 리눅스 플랫폼
  - 오픈모코 리눅스
  - OPhone
  - Mobilinux
  - MotoMagx
  - Qt 익스탠디드
- iOS
- 블랙베리 OS
- 심비안 OS
- 윈도우 모바일
  - 윈도우 폰
- 팜 OS

### 라우터 (공유기)
- AlliedWare
- AirOS
- CatOS
- 시스코 IOS
- CyROS
- DD-WRT
- 인페르노
- IOS-XR
- IronWare
- JunOS
- RouterOS
- ROX
- ScreenOS
- Timos
- 유니손 운영 체제
- FTOS
- RTOS

### 기타 임베디드용 운영체제
- FreeBSD
- uClinux
- LOCUS[3]
- MINIX
- freeRTOS
- polyBSD (임베디드 NetBSD)
- ROM-DOS
- TinyOS
- µTasker
- 윈도우 임베디드
  - 윈도 CE
  - 윈도 임베디드 스탠다드
  - 윈도 임베디드 엔터프라이즈
  - 윈도 임베디드 POS레디

## 기능 관련 운영체제

### LEGO 마인드스톰
- brickOS
- leJOS
- ChyanOS
- SOOS

### 기타 기능 관련 운영체제
- KeyKOS 나노커널
  - EROS (Extremely Reliable Operating System) 마이크로커널
    - CapROS
    - Coyotos
- MONADS
  - SPEEDOS
- V

## 같이 보기
- 분류:운영체제